# Romsée-Stavelot-Romsée
A Romsée-Stavelot-Romsée (RSR) é uma corrida de ciclismo organizada na Bélgica (província de Liège) pelo Royal Romsée Cicliste, entre Romsée, secção do município de Fléron, e Stavelot. Desenvolve-se na terceira terça-feira de junho, em aproximadamente 160 km, segundo um itinerário que varia a cada ano. Figura ao calendário de carreiras em estrada da Royale ligue vélocipédique belge e está aberta à categoria UCI 1.12 das esperanças e elites sem contrato.
A edição 2020 foi anulada devido à Pandemia de COVID-19.